# Taczała

Herb według Siebmachera

Taczała (Żuraw) – polski herb szlachecki, noszący zawołanie Taczała, używało go kilkadziesiąt rodzin.

## Opis herbu
Na tarczy ściętej, w polu górnym czarnym i dolnym złotym – żuraw szary z lewą nogą podniesioną. Po obu stronach głowy ptaka – po jednej gwieździe srebrnej.
Klejnot: żuraw jak w godle.
Labry: czarne, podbite złotem.
W wersji zanotowanej w herbarzu Siebmachera, którą przytacza Tadeusz Gajl, klejnotem są dwie trąby dzielone w pas, czarno-złote.
W wersji średniowiecznej żuraw trzymał motowidło w dziobie, barwy były nieznane. Nieznany, aż do XVIII wieku włącznie, był klejnot herbu.
Stanisław Chrząński, w Tablicach odmian podaje zamiast górnego czarnego pasa dwa narożniki z gwiazdami, podaje też wersję z całym polem złotym i bez gwiazd (Taczała b).
Klejnot określono dopiero w Uzupełnieniach do księgi herbowej rodów polskich i w herbarzu Siebmachera.

## Najwcześniejsze wzmianki
Herb znany w średniowieczu, najstarszy zapis pochodzi z 1382 roku.

## Legenda herbowa
Herb ten miał według Okolskiego otrzymać kawaler, który, niczym żuraw, pełnił czujną wartę przy świetle gwiazd.

## Herbowni
Tadeusz Gajl przytacza 32 nazwiska herbownych:
Bartkowski, Benoe, Berent, Bonoe, Bubzowski, Budzowski, Daniszewski, Fischer, Gerkow, Gerkowski, Gerszewski, Gierałtowski, Gierko, Gierkowicz, Gierkowski, Gierwatowski, Hejdukiewicz, Hejdukowicz, Horwat, Horwatt, Jasud, Jedowiański, Kiełpsz, Krahn, Rezanowicz, Rożnowski, Skroński, Storch, Tabiński, Talat, Talatko, Todowiański.